# Burgstall Aying
Der Burgstall Aying ist eine abgegangene Höhenburg in Aying im Landkreis München in Bayern.

## Beschreibung
Der Burgstall liegt im Herrenholz ca. 1800 m nördlich der Kirche in Aying (Fl.Nr. 925 (SO 8-8)). Es sind nur noch Wall- und Grabenreste erhalten.
Heute ist die Stelle als Bodendenkmal D-1-8036-0038 „Burgstall des hohen Mittelalters“ vom Bayerischen Landesamt für Denkmalpflege erfasst.